# Rubén Acosta
Pour les articles homonymes, voir Acosta.
Acosta  Ospina est un nom espagnol. Le premier nom de famille, en général paternel, est Acosta ; le second, en général maternel, souvent omis, est Ospina.
Rubén Darío Acosta Ospina, né le 20 août 1996 à Bogota, est un coureur cycliste colombien.

## Palmarès et résultats

### Palmarès par année
- 2017
  - 3e de la Vuelta a Cundinamarca
- 2018
  - 2e étape de la Vuelta de la Juventud
  - 3e de la Vuelta a Cundinamarca
- 2021
  - 1re étape de la Vuelta al Sur
  - 3e de la Vuelta al Sur
  - 3e de la Vuelta a Boyacá
- 2023
  - Clásica de Verano :
    - Classement général
    - 1re et 2e étapes

  - 2e de la Vuelta Altiplano Marquense
- 2024
  - 3e de l'Oita Urban Classic

### Classements mondiaux
| Année           | 2018 |
| --------------- | ---- |
| UCI Europe Tour | 986e |